# Seckach (gmina)
Seckach – miejscowość i gmina Niemczech, w kraju związkowym Badenia-Wirtembergia, w rejencji Karlsruhe, w regionie Rhein-Neckar, w powiecie Neckar-Odenwald, wchodzi w skład związku gmin Seckachtal. Leży w Baulandzie, nad rzeką Seckach, ok. 20 km na północny wschód od Mosbach, przy linii kolejowej Mosbach–Osterburken; Osterburken–Miltenberg.

## Współpraca
Miejscowości partnerskie:
- Gazzada Schianno, Włochy
- Reichenbach/O.L., Saksonia
- Šitboř, Czechy